# Fun TV
 (janvier 2025).
- Si vous ne connaissez pas le sujet, laissez ce bandeau (vous pouvez alors contacter les auteurs).
- Si vous supprimez le contenu mis en cause (vous pouvez préalablement contacter les auteurs),

argumentez précisément cette suppression dans la page de discussion
(un manque de référence n'est pas un argument ; une recherche réelle de référence doit avoir été effectuée, être formellement documentée).
Pour les articles homonymes, voir 4fun.tv.
 (avril 2014).
Si vous disposez d'ouvrages ou d'articles de référence ou si vous connaissez des sites web de qualité traitant du thème abordé ici, merci de compléter l'article en donnant les références utiles à sa vérifiabilité et en les liant à la section « Notes et références ».
Fun TV était une chaîne de télévision musicale française, lancée le 22 février 1997 et arrêtée le 31 décembre 2008.

## Histoire de la chaîne
À sa création, le 22 février 1997, Fun TV représente la version télé de Fun Radio. Elle diffuse les programmes de la radio, les interventions des animateurs étant filmées dans les studios de la radio et les chansons étant diffusées sous forme de clips via un système de multiplexage totalement fabriqué pour la chaîne qui est diffusée sur TPS et sur le satellite analogique en clair ASTRA de 1997 à 2008.
En 1998, Fun TV quitte les locaux de Fun Radio à la demande d'Axel Duroux, alors président des deux média et devient une filiale à 100 % du groupe M6 en fin d'année. Le 5 mars, elle devient une chaîne à part entière sans lien direct avec l'antenne de Fun Radio. De nouvelles émissions sont mises en place tout en gardant un côté interactif qui a fait le succès de la chaîne, lors de sa première version simultanée avec la radio.
Le 16 janvier 2002, le CSA a reçu un avenant à la convention de la chaîne qui finalise l'acquisition par M6 Thématique du restant des parts détenues par la société SERC. En plus des programmes musicaux, l'avenant de la convention ajoute les bulletins d'informations et des jeux interactifs (diffusées depuis l'été 2001).
Le 26 juin 2002, Fun TV est auditionné par le CSA pour un canal sur la TNT.

## Logos

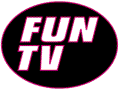
Premier logo de Fun TV en 1997
Second logo de Fun TV de 1997 au 31 décembre 2008

### Slogan
- « La chaîne 100 % tubes »

## Organisation

### Dirigeants
Directeur général :
- Frédéric Olivennes (1997)
- Ludovic Dazin (1997 - 1998)
- Jérôme Fouqueray (1998-2000)
- Frédéric de Vincelles (2001-2003)
- Pierre Robert (2004-2008)

### Capital
Fun TV bénéficie d'un capital de 39 000 €, détenu à 100 % par M6 Thématique.

## Programmes

### 1997-2000: De la radio filmée à la chaîne 100% live
À sa création, l'antenne est dirigée par Stéphane Fernandes et Frédéric Olivenne qui commandent et installent l'identité visuelle et la marque FUN TV pendant les 8 premiers mois. Puis jusqu'en 2000, la chaîne est placée sous la responsabilité de Ludovic Dazin, directeur des programmes, qui laissera sa place à Jérôme Fouqueray.

#### De février 1997 à fin 1998
Fun TV a été lancée officiellement lors du Dance Machine 100% boys le 22 février 1997.
Le concept d'alors consiste à apporter l'image à la radio, une très grande liberté et des directs spectaculaires avec notamment Eric et Ramzy.
Jusqu'en mars 1998, la chaîne suit le programme de la radio en simultané tout en mettant en scène les animateurs dans un décor futuriste.
Chose nouvelle pour l'époque, les auditeurs peuvent enfin voir leurs animateurs en direct et les clips des disques écoutés à la radio.
À partir de mars 1998, la chaîne est découplée de la radio et lance ses propres programmes. Au départ, seules 6 heures d'antenne sont assurées en direct : de 16h à 18h, Fun VJ avec Barth, de 18h à 22h, Fun VJ avec David, puis raccrochage avec la radio pour le StarSystem de 22h à minuit. Puis, au fil des semaines, la programmation s'étoffe, avec l'apparition d'émissions de la radio remodelée pour la télé (Lovin'Fun avec Miguel et le Doc le mercredi après-midi, la Fun Force) ou des émissions nouvelles (Génération Fun avec Elsa Fayer, Fun VJ avec Xavier Faltot, Fun Sport avec Sébastien Mathiot...).
La programmation musicale est remodelée pour être plus en phase avec les attentes du public.

#### Saison 1998-1999
Septembre 1998, Dario crée et anime une première version de morning, Morning Fun. Le premier numéro de cette émission a en fait été pirate : 

Dario, rentré à la chaîne avec un collègue (Sébounet) après une soirée Fun bien arrosée, décide avec ce dernier de prendre l'antenne pour réveiller les gens. Vu l'audience confidentielle de la chaîne à l'époque, l'idée est de se marrer en direct ni vu ni connu... Mais le directeur des programmes Jérôme Fouqueray voit l'émission, aime l'idée et décide de la placer sur la grille. Depuis, elle changera maintes fois d'animateurs (Dario, Zuméo, Arnaud Gidoin, Michaël Youn, Laure de Lattre et Guillaume Stanczyk, Cyril Hanouna, Max, re-Zuméo et enfin Pierre Mathieu), de version, de nom (Morning Fun, Morning Live, C'est pas trop tôt, Morning Café) mais est restée la plus vieille émission de Fun TV.

#### Saison 1999-2000
Le Fun Mix fait son apparition, présenté par Dario.
Chaque soir à 18 heures, Elsa Fayer présente le magazine Génération Fun, dédié aux 15-25 ans.
Fun VJ le soir de 21h à 22h30 avec Alex (alias Virginie Le Brun) fonctionne bien.
Un talk quotidien avec Barth voit également le jour.
Fun Sport, magazine consacré aux sports extrêmes de 52 minutes présenté par Sébastien Mathiot, passe du studio à l'extérieur. Elle devient ainsi, la deuxième émission de glisse du groupe M6, après Sport événements présenté par Yves Noël.

### 2000-2003: l'âge d'or
C'est à cette période que l'émulation Fun TV bat son plein : beaucoup d'idées, une grosse part de direct où tout peut arriver et un seul mot d'ordre du directeur d'alors Frédéric de Vincelles : « Amusez-vous ! »

#### Saison 2000-2001
C'est au mois de juillet 2000 que l'émission Morning Fun devient Morning Live. Désormais en simultané sur la grande sœur M6, elle fut présentée en juillet par Michaël Youn puis en août par Arnaud Gidoin, la production ayant mis les deux animateurs en concurrence durant l'été pour choisir celui qui officierait en septembre.
C'est Michael qui sort vainqueur de ce duel et qui tiendra les rênes de l'émission pendant presque deux saisons. Dans cette tâche il sera aidé de deux personnes déjà présentes sur la dernière version du Morning Fun : Zuméo (Alexandre Dos Santos) qui, en plus de faire partie des animateurs, sera le réalisateur son de l'émission ainsi que Chloé, qui tiendra le standard en plus de l'animation.
Pléthore de chroniqueurs viendront compléter l'équipe, entre autres sont passés par là Guillaume Stanczyk, Magloire Delcros Varaud (seul à être encore sur le morning de M6 en 2008), Christophe Debonneuil (qui pour l'émission s'est invité au mariage de David Douillet pour serrer la main de Jacques Chirac et a réussi à jouer pendant le tournoi de Roland-Garros), Sandrine Quétier, Jenny Del Pino et bien d'autres encore...
Petit à petit, Michael a réussi à imposer sur l'émission ses deux acolytes Vincent Desagnat et Benjamin Morgaine.
C'est en partie avec leur arrivée que l'émission décolle.
Le trio deviendra célèbre grâce à leur groupe Bratisla Boys et leur tube Stach.
L'émission Fun Player voit le jour. 30 minutes hebdomadaires faisant le tour de l'actualité des jeux vidéo, PC et consoles. L'équipe est composée de Nicolas Beuglet, Lorène Cazals, Stéphane Belaiche et Guillaume Lubrano.
Une émission de cinéma, Coming Soon, présentée par Frédé(rique) Dubayle, Fabien Adda et Olivier Pannequin arrive le samedi matin.
Elle est connue pour sa liberté de ton et surtout la franchise des animateurs n'hésitant pas à dire ce qu'ils pensent réellement des films qui sortent (ex : la rubrique « bande dénonce » parodie chaque semaine un film « moyen » en détournant sa bande annonce).
Génération Fun devient What's Fun. Toujours présenté par Elsa Fayer désormais accompagnée de Tom alias David Lantin.
La Fun Zone (puis Live Zone quand elle a été diffusée sur M6) est présentée chaque soir par Barth Ruzza, accompagné de Frère Jérome (alias Jérôme Drouet ou Djé) et de sœur Dutilleul (alias Jessica ou Jess plus tard sur Fun TV). Les téléspectateurs appellent l'animateur pour discuter autour de thèmes intéressant les 15-25 ans.
Total Fun, l'émission pour dédicacer les clips arrive trois fois par semaine.
Le mercredi, elle est présentée par Zuméo et le Cyborg alias Aurélien Combelles qui fait également le son. Ce dernier ratait systématiquement en direct les sketches écrits à l'avance.
Le week-end, l'émission est présentée par Julie alias Julienne Bertaux et dure 4 heures au début puis sera raccourcie d'une heure.
Adrien Lemaître présente en voix off un journal quotidien multidiffusé sur l'actualité musicale.
Tous les jours à 16 heures, Alex Fighter prend les commandes de +2 Fun avec des nouvelles musicales et des jeux.
X Fun, émission au format 26 minutes présentant des images de sports extrêmes clipées débarque. Longtemps rediffusée, elle sera retirée de l'antenne quelques années plus tard.

##### Émissions spéciales
Au printemps 2001, Fun TV décide de fêter ses quatre ans avec 24h de direct et des tas d'invités.
Le Casting Live présenté par Lucas alias Sébastien Joseph fait une entrée fracassante sur l'antenne. Chaque jour des vacances scolaires et ce à partir du mois de février, un candidat amateur devient animateur sur Fun TV.
Les téléspectateurs votent pour lui et le grand vainqueur élu au mois de juin sera animateur à la rentrée.
Fun TV se met à l'heure de Loft Story 1 et propose les News du loft : pendant toute la durée du jeu un flash de 5 minutes toutes les heures et tous les jours pour décrire ce qui se passe en temps réel dans le loft.

#### Saison 2001-2002
Pour beaucoup le point culminant de la chaîne.
« Fun Player » s'agrandit et dure dorénavant 1 heure complète. Un nouveau chroniqueur arrive également : Benjamin, spécialisé dans les jeux réseau.
Total Fun n'existe plus le mercredi et est désormais présenté par les deux finalistes du Casting Live : Audrey Garcia (accompagnée de Mélanie Kah) le samedi et Audrey Sarrat le dimanche bientôt rejointe par Fifi (ou Philippe Lacheau).
Le Casting Live revient en quotidienne désormais présenté par Julie ayant repris son vrai prénom (Julienne).
L'émission sera un vrai vivier d'animateurs pour la chaîne mais également une vitrine pour de nombreux jeunes qu'on a pu retrouver par la suite sur d'autres chaînes ou dans des émissions de télé-réalité.
Coming Soon disparaît.
30 minutes sans pub voit le jour, présentée par Barth Ruzza.
Le concept est simple : 30 minutes et pas une de plus pour débattre d'un thème d'actualité avec les téléspectateurs au téléphone et en la présence d'un invité.
Espace privilégié d'expression sur la chaîne, Barth recevra de nombreux invités de marque toujours avec la complicité d'une troupe de théâtre appelée « Le public » (Guillaume Martin, Arnaud Schmitt, Sophie Galitzine, Guillaume Bouchède et Florence Savignat) commentant depuis les loges avec un ton décalé tout ce qui se passe sur le plateau.
Ont été reçus pêle-mêle Larusso, Cauet, IAM, Mouss Diouf, Clara Morgane, Bruno Salomone et bien d'autres...
Steevy Boulay devient animateur de « Fun Steevy » tous les mercredis midi. Quelques mois plus tôt, Frédéric de Vincelles, Patron de Fun TV est venu en direct sur M6 dans l'émission Loft Story1 proposer à Steevy un travail sur sa chaîne le jour où ce dernier a été éliminé.
Le Jeu, émission ultime de Fun TV.
Tous les jours à 17h, Alex Fighter et Adrien Lemaître proposent aux téléspectateurs de Fun TV de participer par téléphone à des jeux auxquels participent physiquement tous les membres de la chaîne, du patron au stagiaire en passant par l'équipe technique.
Les jeux se passent sans le studio mais aussi dans la labzone (6 webcams disposées dans les différents bureaux de la chaîne : bureau de Frédéric de Vincelles, des divertissements, des magazines, banc de montage, loge maquillage et plateau).
Les webcams de la labzone restent disponibles aux internautes 24h/24.
Du grand n'importe quoi très apprécié et qui permet aux téléspectateurs de remporter jusqu'à 1 000 euros.
Le direct permet tous les dérapages... De nombreux invités viendront s'amuser en direct durant les trois saisons qu'a durée l'émission.
Le Jeu proposera des éditions spéciales comme Le Jeu de la peur (en direct et en pleine nuit pour Halloween avec déco, costumes et maquillages de circonstance) ou Le Jeu à ta mère (avec les mamans des animateurs de la chaîne pour aider les candidats au téléphone).
Tous les mercredis, Pelle et râteau (qui va s'en rouler une ? qui va s'en prendre un ? dit le jingle), présenté par Magloire, remet Tournez manège au goût du jour et permet de suivre chaque semaine la soirée en amoureux que la chaîne a concoctée aux gagnants de la semaine précédente. C'est la seule émission encore à l'antenne en 2008 sur Fun TV et quasiment inchangée.
Devant l'augmentation importante des directs chaque jour, L'idée de produire une émission bêtisier germe dans la tête des programmateurs. Il y a matière à remplir une émission hebdomadaire : « Pour le meilleur et pour le fun » ou plus simplement « PLMPLF » débarque donc tous les samedis matins présentée par Frédé et Zuméo.
C'est l'after apparaît en juillet et en simultané sur M6. Présentée par Elsa Fayer et Zuméo, cette sorte d'évolution de What's Fun n'a pas marché et n'a pas survécu à l'été. À noter quand même la présence d'un chroniqueur fraîchement débauché du Club Med nommé Doudi, désormais plus connu sous le nom de Samantha dans le programme homonyme sur France 2.

##### Émission spéciales
Les News du Loft reviennent sous le nom Clin d'œil (en raison de problèmes de droits et en référence au logo du Loft) pendant toute la durée de Loft Story 2.
Live Zone disparaît sous sa forme quotidienne pour devenir exceptionnelle (environ une par mois), uniquement sur Fun TV et dure de minuit à 4 heures environ sans publicités.
30 Minutes sans pub se met à l'heure des élections au début 2002 et reçoit plusieurs présidentiables dont Roselyne Bachelot, Christiane Taubira, Olivier Besancenot, Noël Mamère ou encore Christine Boutin. Ce fut à ce jour la seule émission ayant traité de politique sur Fun TV.
Durant la coupe du monde de football, Fun TV a créé l'évènement en faisant sa propre coupe du monde de foot... sur console.
Présenté par Frédéric Maillet (journaliste de la grande sœur M6 et avec des joueurs de niveau national représentant chacun une des équipes engagées dans la vraie coupe et ce en suivant le calendrier officiel. Cette année-là, la France remporte la coupe du monde de Fun.

#### Saison 2002-2003
Le Jeu passe de 17h à midi afin d'être mieux exposée.
Tubissimo arrive en novembre et en simultané sur M6. Jeu présenté par Zuméo et Elsa Fayer.
Les candidats peuvent gagner 500 euros en répondant à des questions musicales. Première émission de call tv de Fun TV (2e sur M6 après Star Six). Elsa partira en cours d'année pour rejoindre la bande à Ruquier et sera remplacée par Audrey Sarrat, puis par Anne-Gaëlle Riccio pour l'été.
Coming soon revient sous une nouvelle forme où Nicolas Beuglet remplace Frédé dans un décor de cinéma.
Fun TV rediffuse chaque fin de semaine le programme d'M6 Popstars diffusé la veille.
Juste après cette rediffusion, Lucas présente sur Fun TV Pop stars etc. et propose aux téléspectateurs d'intervenir en direct pour parler du programme et poser leurs questions aux invités (généralement des candidats éliminés la veille, des membres du jury ou de la production).
Fun Player résiste encore, mais Stéphane Belaiche est dorénavant aux commandes, sans Nicolas Beuglet (fondateur de l'émission) mais avec l'aide de Marcus, transfuge de Game One.
Faim de séries apparaît en alternance avec Coming soon. Présentée par Clara (Anne-Sophie Dobetzky) accompagnée de chroniqueurs spécialistes en séries télé : Raphaëlle, Hugo et Thomas.
C'est aussi la période où le Morning Live version Michaël Youn s'arrête.
Il est remplacé par une équipe composée de Laure de Lattre] de Loft Story 1, Guillaume Stanczyk, chroniqueur musique sur la précédente version et Audrey Sarrat au standard. Zuméo reste à sa place au son et à la coanimation.
L'émission fait une audience correcte mais ne restera à l'antenne que jusqu'en juin.
PLMPLF (Pour le meilleur et pour le fun) est repris par Fifi et Mathilde Ménard (ex-candidate du Casting Live).

### 2003-2008: le déclin
Changement radical d'orientation pour Fun TV, ainsi que de dirigeant : Frédéric de Vincelles cède sa place à Pierre Robert.
La chaîne abandonne progressivement les directs et rediffuse en majorité des programmes de M6 ainsi que des séries.

#### Saison 2003-2004
Le Morning Live change de version. Présentée par Cyril Hanouna, Ariane (de Opération séduction 1) et Djé (alias Jérôme Drouet ou frère Jérôme) qui remplace Zuméo.
Fun Player est raccourcie à 30 minutes, n'est plus en direct et tous les chroniqueurs sont partis.
Stéphane reste tout seul devant un fond vert à lancer des sujets sur les jeux vidéo.
Faim de séries est de retour pour une deuxième saison. Le format de l'émission a changé : elle est désormais hebdomadaire et plus courte (2 modules inédits de 15 minutes par semaine). L'émission n'est plus en direct. Clara (Anne-Sophie Dobetzky) en assure, désormais seule, l'animation.
Dernière saison du Jeu, l'émission s'essouffle après 3 saisons et un changement d'équipe de production et peine à se renouveler.
E classement, présenté par Isabelle Labrousse, est le premier classement des téléchargements légaux sur internet.
L'émission a depuis déménagé sur W9.

#### Saisons 2004-2005
Le Morning Live change de nom : il s'appelle alors C'est pas trop tôt et marque un vrai tournant avec les précédentes versions : l'émission est désormais présentée par Max de Fun Radio. Tout le monde est assis autour d'une seule grande table dans un décor fait de centaines de réveille-matin (il est même arrivé que certains sonnent pendant le direct). Les chroniqueurs restent désormais toute la durée de l'émission. On y verra notamment Jérémy Michalak, Jérome Anthony, Sandra Lou, Magloire ou Mélanie Kah.
100 Choses interdites aux plus de 30 ans, présenté par Karine Ferri et Luigi propose des caméras cachées réalisées par une équipe de 3 filles (Jess, ex clip combat, Roxie et Ambre) et une équipe de trois garçons (Sylvain, ex de la bande à Fifi, Samir et Farrat).
L'émission est mal gérée, change plusieurs fois de formules et n'arrive pas à s'installer. Le résultat s'en ressent : c'est un ratage total, regretté par la plupart des personnes impliquées dans le projet.

#### Saison 2005-2006
Rentrée 2005, l'émission est remplacée par Morning Café avec le retour de Zuméo, au départ accompagné d'Annabelle Milot mais celle-ci quitte l'émission en cours d'année et ne sera pas remplacée.
Les chroniqueurs restent sensiblement les mêmes et accueillent Julie Taton (Miss Belgique 2003), Laurent Artufel et Élodie Gossuin (Miss France 2001).

#### Saison 2006-2007
Pierre Mathieu prend les commandes du Morning Café, pour la première fois de son histoire, le morning n'est plus en direct, la spontanéité de l'émission s'en ressent.
Les émissions cultes reviennent dans une nouvelle saison : Pelle et Rateau (5e) et Fun people (2e)
Deux émissions d'actu culturelle et de sports extrêmes sont arrivées en novembre 2006 :
News'n'Co - « Riders'n'Co ».
Pour la cinquième année consécutive, Nouvelle Star est sur Fun TV mais sans Nouvelle Star...ça continue qui part sur W9, une chaîne du groupe M6.

#### Saison 2007-2008
Plusieurs émissions de Fun TV ont le droit à une nouvelle saison
Pelle et Rateau (6e saison)
Fun People (3e saison)
Riders'n'Co (2e saison)
Le Morning Café devient Le Morning.
Dédiclip n'est pas reconduit.
À noter, depuis décembre une nouvelle émission de clip : ClipTonic.

#### Fin 2008
À la rentrée de septembre 2008, l'émission Fun People n'apparaît plus à l'antenne, alors que se poursuivent Pelle et Rateau et La Spéciale désormais animé par Jenny Del Pino. Entre septembre et mi-novembre, aucune série n'est programmée avant le retour de Dark Angel.
Le 31 décembre 2008, après onze années d'existence, la chaîne s'arrête, le groupe M6 souhaitant alors se recentrer sur « les marques phares du groupe ».

## La cible
La cible de la chaîne a donc profondément changé entre le moment de la création et sa disparition. Elle est passée du statut de chaîne 100 % live « artisanale », à celui d'une chaîne professionnalisée.